# Constance Zimmer

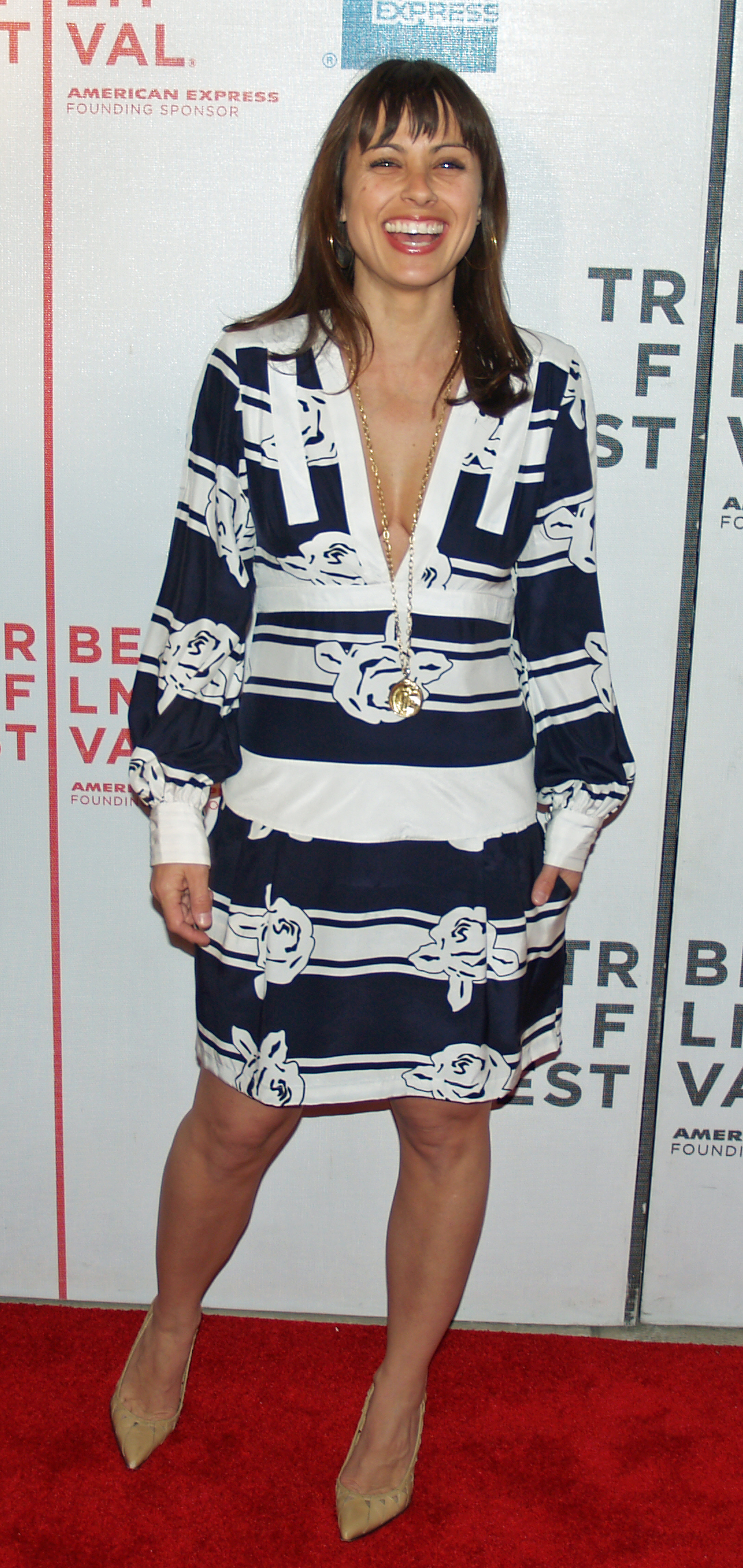
Constance Zimmer. Fotograaf: David Shankbone

Constance Zimmer (Seattle, 11 oktober 1970) is een Amerikaanse actrice. Ze woont in Eagle Rock in de Amerikaanse staat Californië.
Zimmers acteercarrière begon op de middelbare school, toen ze in diverse kleine producties speelde. Nadat ze afgestudeerd was, deed ze auditie voor de American Academy of Dramatic Arts in Los Angeles. 
Aanvankelijk speelde Zimmer bijrolletjes in diverse televisieseries, waaronder Fighting Fitzgeralds, King of Queens, Seinfeld en Wayans Brothers en verscheen ze in televisiereclames (waaronder die van Duracell, Triscuit en Budweiser). In 2002 kreeg ze een vaste aanstelling in de televisieserie Good Morning, Miami. In 2004 werd die serie gestopt. Sinds 2005 is ze te zien als Dana Gordon in Entourage.
Vanaf 2006 was ze te zien in de serie Boston Legal. Zimmer speelde van 2013 tot en met 2014 Janine Skorsky in twaalf afleveringen van House of Cards. In 2015 speelde Zimmer de rol van Rosalind Price in de televisieserie Agents of S.H.I.E.L.D..
- International Standard Name Identifier: 0000 0000 5398 4024
- Library of Congress Control Number: no2008140176
- Istituto Centrale per il Catalogo Unico: UBOV460117
- Virtual International Authority File: 2292262
- WorldCat: E39PBJxrV3vbVfgByBtmMFXw4q